# Tack (stokerij)
Stokerij Tack was een likeurstokerij in de Hoogstraat in Ename bij Oudenaarde.

## Historiek
In 1863 stichtte Gustaaf Tack in het ouderlijke huis een handel in wijnen en geestrijke dranken. De flessen werden zelf gebotteld en opgeslagen in de eigen kelder.  
Valentine Tack, dochter van Gustaaf, verloor haar man Henri Vander Stuyft in 1908 en werd weduwe met één dochter en zeven zonen. Haar zoon Julien Vander Stuyft zette de zaak verder. Met zijn kennis van de distillatie stookte hij kruidenmengsels in alcohol tot een hoogwaardig distillaat, dat de basis vormde voor de likeuren:  Elixir, Triple-sec en Liqueur des Moines (zo genoemd naar de abdij van Ename).
In 1965 ging Marcel Vander Stuyft, de zoon van Julien verder met de zaak. 
In 1975 wordt de oorspronkelijke woning  afgebroken. De handel werd verder gezet in een nieuwe woning achter dit huis. De handel werd stopgezet in 1983.  
Marcel Vander Stuyft overleed in 2001 en zoon Jochen Vander Stuyft kreeg de recepten in handen. Hij bracht de Liqueur des Moines en een aperitief op basis van de likeur (St-Salvatorke) terug op de markt. Beide dranken zijn plaatselijk te koop.